# Origny-le-Roux
Origny-le-Roux (ɔ.ʁi.ɲi.lə.ʁuⓘ) es una población y comuna francesa, situada en la región de Baja Normandía, departamento de Orne, en el distrito de Mortagne-au-Perche y cantón de Bellême.

## Demografía
| 356 | 320 | 301 | 288 | 280 | 263 |
| Para los censos de 1962 a 1999 la población legal corresponde a la población sin duplicidades (Fuente: INSEE [Consultar]) |     |     |     |     |     |